# 11e régiment d'infanterie (France)
Pour les articles homonymes, voir 11e régiment.
Pour le régiment de la Légion étrangère, voir 11e régiment étranger d'infanterie.
Le 11e régiment d'infanterie (11e RI) est un régiment d'infanterie de l'Armée de terre française créé sous la Révolution à partir du régiment de La Marine, un régiment français d'Ancien Régime.

## Création et différentes dénominations
- 1636 : prend le nom de Régiment de La Marine
- 1er janvier 1791 : tous les régiments prennent un nom composé du nom de leur arme avec un numéro d’ordre donné selon leur ancienneté. Le régiment de La Marine devient le 11e régiment d'infanterie de ligne ci-devant La Marine.
- 1796 : reformé en tant que 11e demi-brigade de deuxième formation
- 1803 : la 11e demi-brigade est renommée 11e régiment d'infanterie de ligne et incorpore les débris de la 104e demi-brigade de seconde formation
- 1814 : pendant la Première Restauration et les Cent-Jours, le régiment garde son numéro.
- 16 juillet 1815 : comme l'ensemble de l'armée napoléonienne, il est licencié à la Seconde Restauration.
- 11 août 1815 : création de la légion de la Côte d'Or.
- 1820 : la 11e légion de la Côte d'Or est amalgamée et renommée 11e régiment d'infanterie de ligne.
- 1882 : renommé 11e régiment d'infanterie.
- 1914 : à la mobilisation, il met sur pied son régiment de réserve, le 211e régiment d’infanterie
- 1923 : dissolution (traditions gardées par le 14e RISLP).
- 1939 : création du 11e régiment d'infanterie.
- 1940 : dissolution.

## Chefs de corps
- 1791 : colonel de Gestas
- 25 juillet 1791 : Louis du Peloux de Saint-Romain
- 10 septembre 1792 : Jean Ranchin de Massia[Note 1] (**)
- 1796 : André Carvin (*)
- 1798 : Paul Lemeille
- 1799 : Marc Antoine Coban dit Vabre (*)
- 1805 : Gilbert-Desire-Joseph Bachelu (**)
- 1809 : Alexandre-Charles-Joseph Aubrée
- 1812 : Pierre-Nicolas Maillart
- 1815 : Alexandre-Charles-Joseph Aubrée
- 1815 : Jean-François Sylvestre Humbert
- 1816 : Charles Marie Denys de Damrémont
- 1821 : colonel de Houdetot
- 1830 : colonel Sauset
- 1831 : colonel Lévêque de Vilmorin
- 1841 : colonel de Cuny
- 1848 : colonel Gallemand
- 1853 : colonel Gelly de Moncla
- 1859 : colonel Porion
- 1864 : colonel Jean Pierre Ferdinand de Behagle[1],[2],[3]
- 1871 : colonel Scholer
- 1880 : colonel Lécluze
- 1881 : colonel Faveris
- 1887 : colonel Lebrun
- 1889 : colonel Paquié
- 1894 : colonel Konne
- ? - 20 décembre 1914 : Etienne Félix Eugène Appert[4] (†)
- 1939 : Lieutenant-colonel Nicolas Achille Pamponneau
- 1940 : Commandant Nicolaï

## Historique des garnisons, combats et bataille du11eRI

### 11erégiment d'infanterie de ligneci-devant La Marine (1791-1793)
L'ordonnance du 1er janvier 1791 fait disparaître les diverses dénominations, et les corps d'infanterie ne sont désormais plus désignés que par le numéro du rang qu'ils occupaient entre eux. Ainsi, 101 régiments sont renommés. Les régiments sont toutefois largement désignés avec le terme ci-devant, comme 11e régiment d'infanterie ci-devant La Marine.

Chaque régiment n'eut plus qu'un drapeau aux couleurs rouge, blanc et bleu, ayant d'un côté cette inscription : Obéissance à la Loi et de l'autre le numéro du régiment et les noms des actions éclatantes où il s'était trouvé.

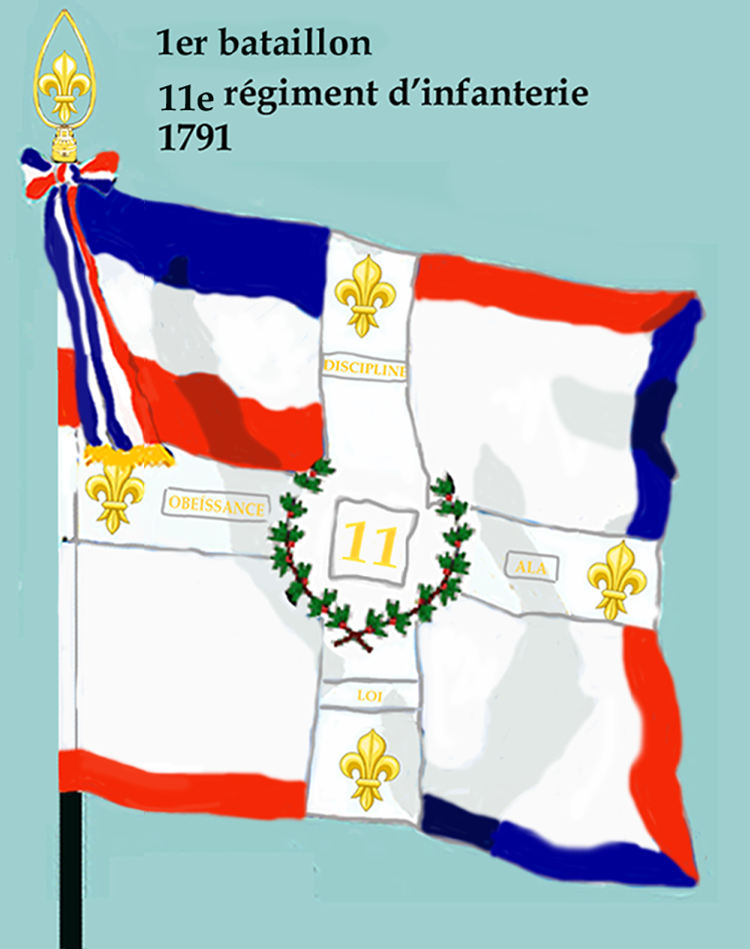
Drapeau du 1er bataillon du 11e régiment d'infanterie de ligne de 1791 à 1793
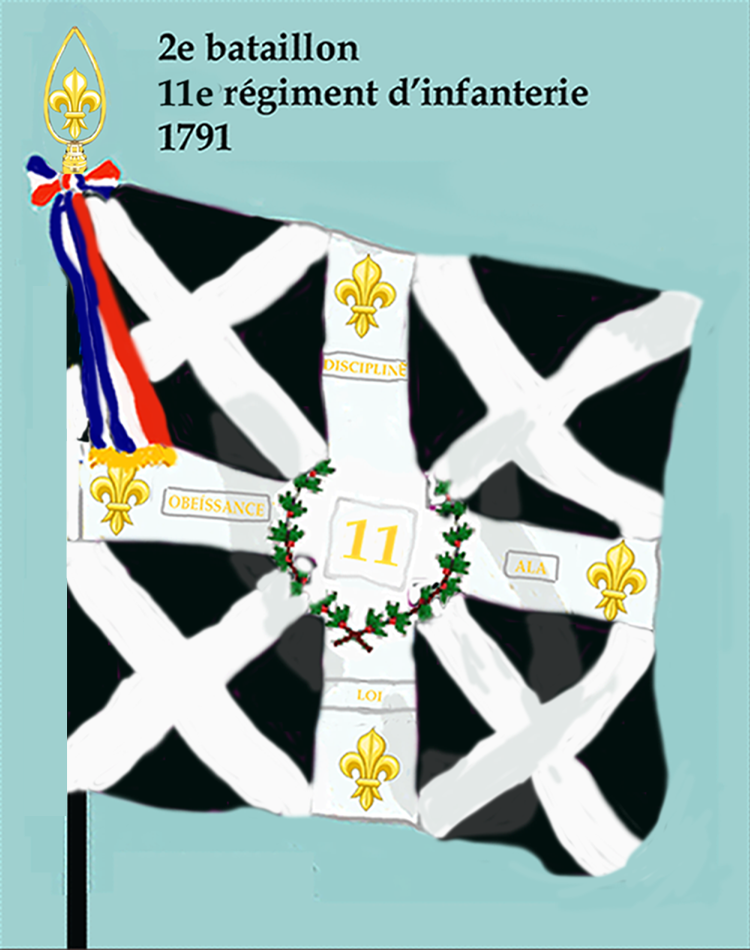
Drapeau du 2e bataillon du 11e régiment d'infanterie de ligne de 1791 à 1793
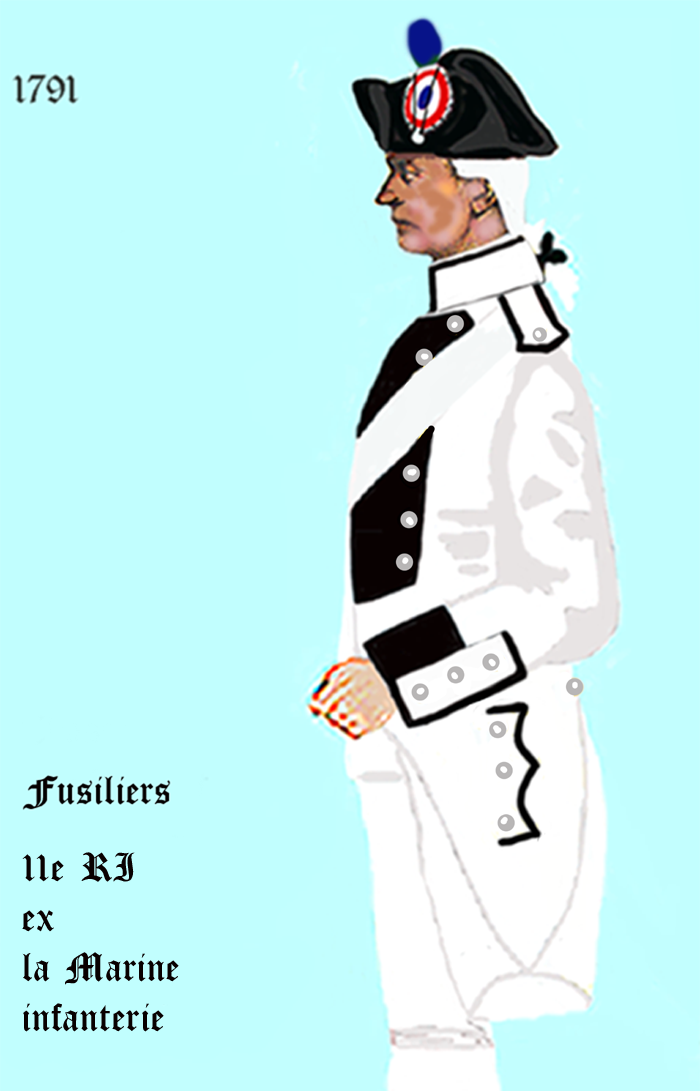
11e régiment d’infanterie de ligne de 1791 à 1793

#### Guerres de la Révolution et de l'Empire
Le 14 janvier 1791, il arrive à Toulon et reste dans cette ville jusqu'au commencement de la guerre.
Le 29 septembre 1792, l'armée du Midi envahit le comté de Nice.
Alors que le 2e bataillon est jeté dans Monaco, le 1er bataillon rallie l'armée du général Anselme, qui, avec une poignée de soldats, soumet en quelques jours le comté de Nice et se distingue d'une manière toute particulière, le 19 novembre, au combat de Sospello. Lorsque la rigueur de la saison força le général à mettre ses troupes en quartiers d'hiver, il entre dans Nice, où il réprime, le 9 décembre, une révolte des habitants.
C'est le 1er bataillon qui, au mois de mai 1793, alors que la Convention perdait son temps et ses forces dans les disputes qui se terminèrent par l'assassinat des Girondins, lui envoya une adresse énergique qui se terminait par ces mots : « Du pain et des armes, législateurs, et nous mourrons libres ».

Au début de 1793, le 2e bataillon du « régiment de La Marine » était en garnison Toulon, et s'y trouvait lorsque les habitants la livrèrent aux Anglais et aux Espagnols. Une partie de ce bataillon, qui n'avait pu s'échapper de Toulon au moment de cette trahison, fut, dit-on, contraint de prendre part a la défense, pendant que le reste da corps était dans l'armée assiégeante.
Après la soumission de Toulon, les deux bataillons sont envoyés à l'armée des Alpes, et, le 1er brumaire an III (22 octobre 1794) les 2 bataillons sont amalgamés :

Le 1er bataillon forme le noyau de la 21e demi-brigade de première formation avec le 2e bataillon de volontaires du Var et le 1er bataillon de volontaires de la Haute-Garonne.

Le 2e bataillon forme le noyau de la 22e demi-brigade de première formation avec le bataillon de volontaires de Martigues et le 2e bataillon de volontaires de Marseille également appelé Phalange Marseillaise

### 11edemi-brigade de première formation(1793-1796)
En 1793, lors du premier amalgame la réorganisation des corps d'infanterie français le 1er bataillon du 6e régiment d'infanterie (ci-devant Armagnac) qui devait former le noyau de cette demi-brigade, ayant été fait prisonnier à Condé le 13 juillet 1793, la 11e demi-brigade n'a pas été formée.

### 11edemi-brigadede deuxième formation (1796-1803)

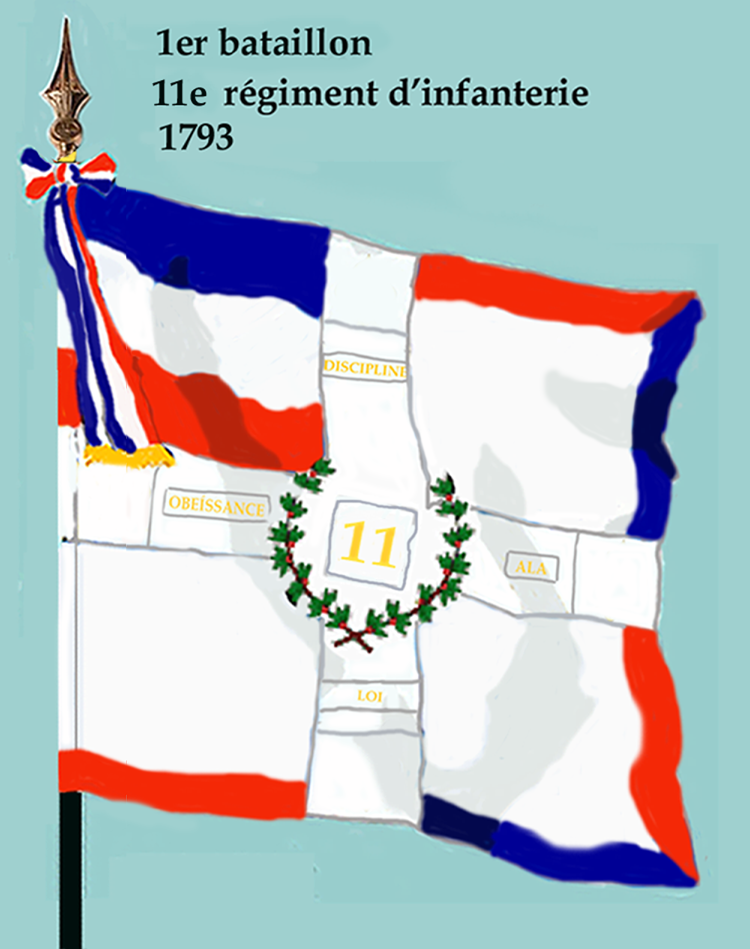
Drapeau du 1er bataillon du 11e régiment d'infanterie de ligne de 1793 à 1804
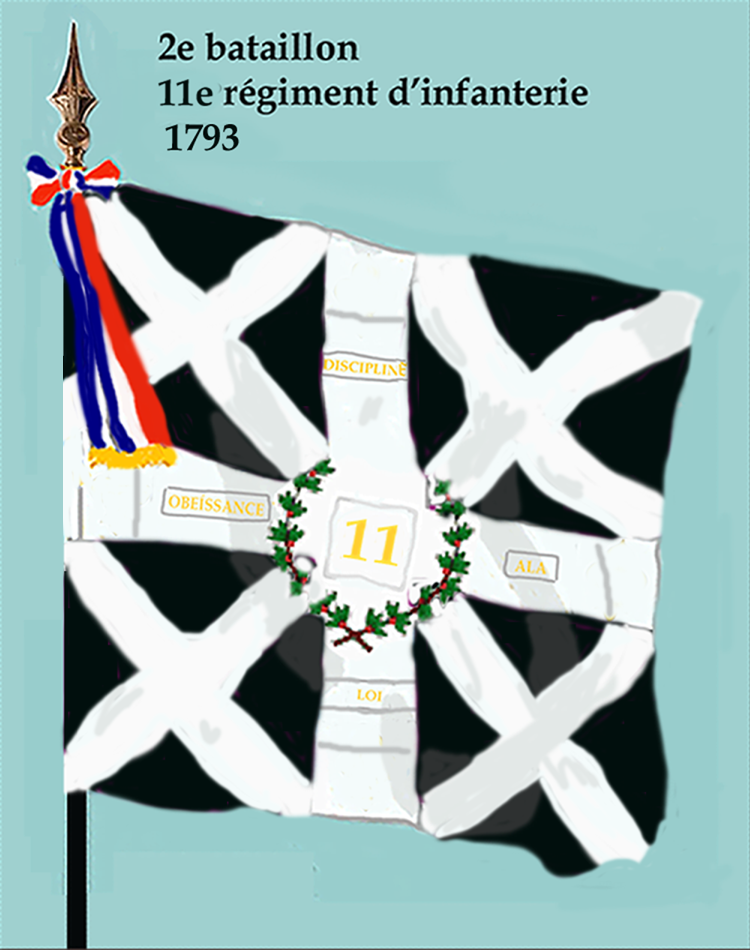
Drapeau du 2e bataillon du 11e régiment d'infanterie de ligne de 1793 à 1804

#### Guerres de la Révolution et de l'Empire
La 11e demi-brigade de deuxième formation est formée le 1er vendémiaire an V (22 septembre 1796) par l'amalgame des :
- 20e demi-brigade de première formation (1er bataillon du 10e régiment d'infanterie (ci-devant Neustrie), 2e bataillon de volontaires de la Lozère et 7e bataillon de volontaires de l'Isère également appelé 2e bataillon de grenadiers et chasseurs de l'Isère)
- 103e demi-brigade de première formation (1er bataillon du 52e régiment d'infanterie (ci-devant La Fère), 1er bataillon de volontaires des Bouches-du-Rhône et 2e bataillon de volontaires du Luberon)
- 4e demi-brigade provisoire de première formation (1er bataillon de volontaires du Tarn, 2e bataillon de volontaires du Tarn, 4e bataillon de volontaires du Lot et 4e bataillon de volontaires de la Corrèze également appelé 9e bataillon de la Montagne)
- 15e demi-brigade provisoire de première formation (1er bataillon de volontaires des Alpes-Maritimes, 4e bataillon de volontaires du Mont-Blanc et 5e bataillon de volontaires du Mont-Blanc)
- 2e bataillon de la 7e demi-brigade provisoire de première formation (1er bataillon de volontaires de Vaucluse, 5e bataillon de volontaires du Gard, 5e bataillon bis de volontaires de l'Hérault et 6e bataillon de volontaires de l'Ardèche)

En l'an IV (1796), la 11e demi-brigade de deuxième formation était à l'armée d'Italie, sous les ordres du général Bonaparte. Elle prend une part aux batailles de Lonato et de Castiglione, qui figurent en lettres d'or sur son drapeau, ainsi qu'au combat de Salo et à l'attaque du château de la Corona à  Rivolta. Elle fait également partie de l'expédition du Tyrol, prend part ensuite au blocus de Mantoue et aux sanglantes actions livrées sous les murs de cette ville.
En 1797 elle se distingue à la bataille de La Favorite.
En 1798, elle suit le général Berthier dans son expédition sur Rome, et avec le général Championnet elle entre dans Naples. La 11e demi-brigade participe durant cette période au combat de Civita-Castellana le 4 décembre 1798, le combat d'Otricoli, livré le 9 décembre, et la reprise de Rome le 15 du même mois.
Le 3 janvier 1799, la 11e demi-brigade se trouve au siège de Capoue. Lors de la funeste bataille de la Trebbia, elle fait des efforts héroïques pour résister aux soldats victorieux du général russe Souvorov, puis elle prend part à la défense d'Ancône, sous les ordres du général Monnier, et se distingue surtout pendant la retraite de cette garnison sur la Savoie en particulier lors du combat de la Taggia le 7 mai 1800 (17 floréal de l'an VIII).

### 11erégimentd'infanterie de ligne (1803-1815)

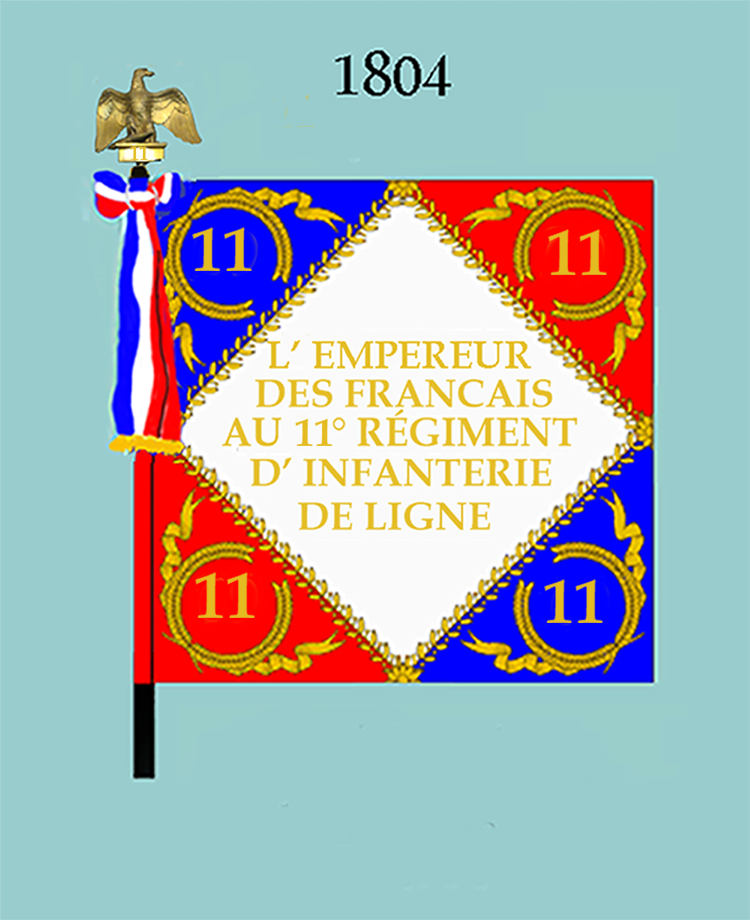
Drapeau modèle de 1804 (avers)
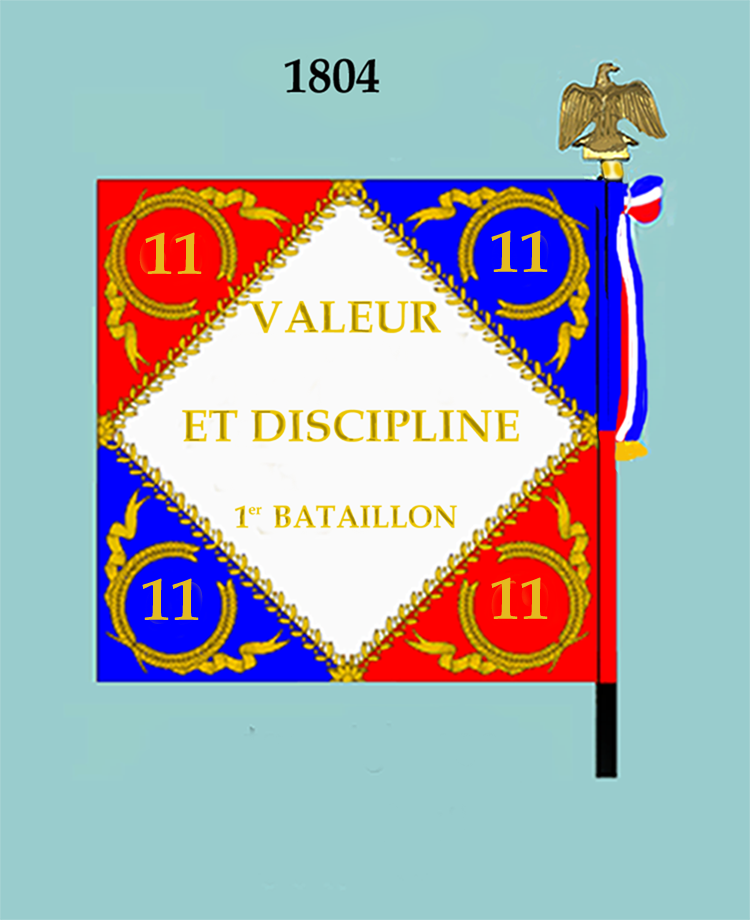
Drapeau modèle de 1804 (revers)

#### Guerres de la Révolution et de l'Empire
Au commencement de l'Empire, le 11e régiment d'infanterie de ligne, constitué avec l'ancienne 11e demi- brigade, faisait partie du camp d'Utrecht, qui devint, à l'ouverture de la campagne de 1805, le 2e corps de la Grande Armée, placé sous les ordres du général Marmont. Il appartenait, avec les 18e léger et 35e de ligne, à la 1re division sous les ordres du général Boudet. Il passe le Rhin à Cassel, traverse le Main à Francfort et se dirige avec les troupes du 2e corps sur Wurtzbourg, de là sur Memmingen. Le 15 octobre, il occupe les ponts d'Unterweiler et d'Oberkirchberg, se joint au corps du maréchal Soult, qui s'avance par Memmingen et Biberach. Il complète l'investissement d'Ulm en s'emparant de la rive droite du Danube. Ulm se rend le 17 octobre.
De 1806 à 1808, le 11e RI, après un court séjour en Italie, se rend en Dalmatie avec le 2e corps pour s'opposer à l'invasion de la République de Raguse par les Russes et les Monténégrins. Le régiment s'illustra au combat du col de Delibibrich, enlevé de vive force le 30 septembre 1806 et à la bataille de Castel-Nuovo le 1er octobre suivant. Jusqu'à la fin de 1808, le régiment continua d'occuper la Dalmatie.
En 1809, les trois premiers bataillons continuent à faire partie de l'armée de Dalmatie et prennent part aux combats de Bender et de la Zermagua (27 et 28 avril), au combat de la Kita
(16 mai), au combat de Gradschatz (17 mai), enfin au combat de Gospich (21 mai) tandis que le 4e bataillon, détaché à l'armée d'Italie, assiste à la bataille de Sacile (16 avril) ainsi qu'aux combats de la Piave et de Prévald. Enfin, le 5 juillet 1809, les quatre bataillons se trouvent à la bataille de Wagram. En poursuivant les ennemis après leur défaite, le 11e de ligne les rencontra à Lâa le 9 juillet, à Tyswitz le 10, et enfin, à Znaïm où il les battit complètement le 11. Le lendemain arrivaient les nouvelles de la paix, dont les préliminaires furent signés le 13 juillet.

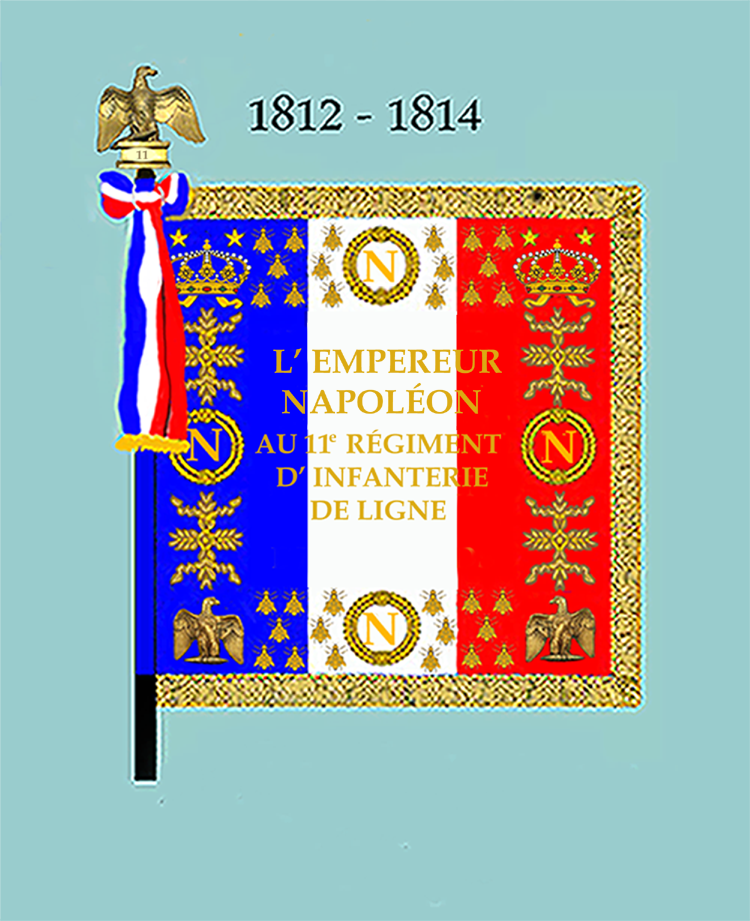
Drapeau modèle de 1812 (avers)
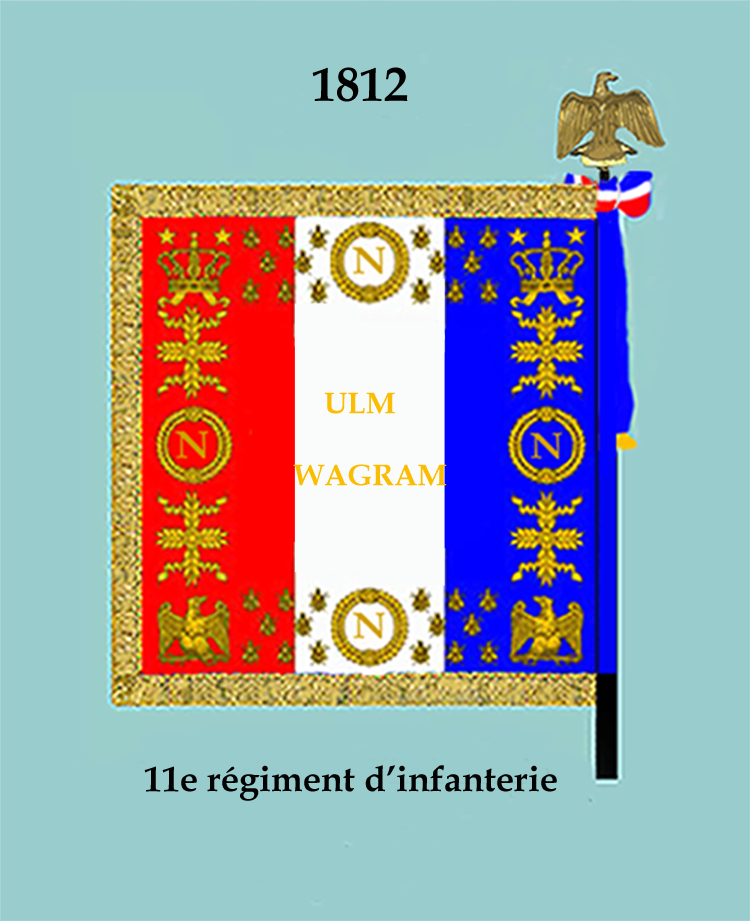
Drapeau modèle de 1812 (revers)

De 1811 à 1814, les 1er et 2e bataillons du 11e RI combattirent en Espagne et s'illustrèrent par une série de faits d'armes particuliers parmi lesquels il faut citer la défense du fort de Mora, ou une garnison de 57 grenadiers et sommé de se rendre par un corps de 8 000 Espagnols, se défendit à coups de canon, et fut dégagé quatre jours après par une colonne française, ainsi que la défense du fort de Balaguer, en 1813, bloqué par une division ennemie, qui résista avec sa faible garnison pendant trente-six jours et fut délivré par le général Mathieu.
Pendant ce temps, le 4e bataillon suivait les rangs de la Grande Armée en Allemagne, où il fut rejoint en 1813 par le 3e bataillon avec lequel il prit part aux batailles de Dresde, de Leipzig et de Hanau.
En 1815, rattaché à la 19e division d'infanterie du 6e corps commandé par le comte Lobau, de l'armée du Nord le 11e régiment se trouve à la bataille de Waterloo, durant lequel le baron Aubrée est mortellement blessé, et meurt le 26 juin 1815 par suite de ses blessures.

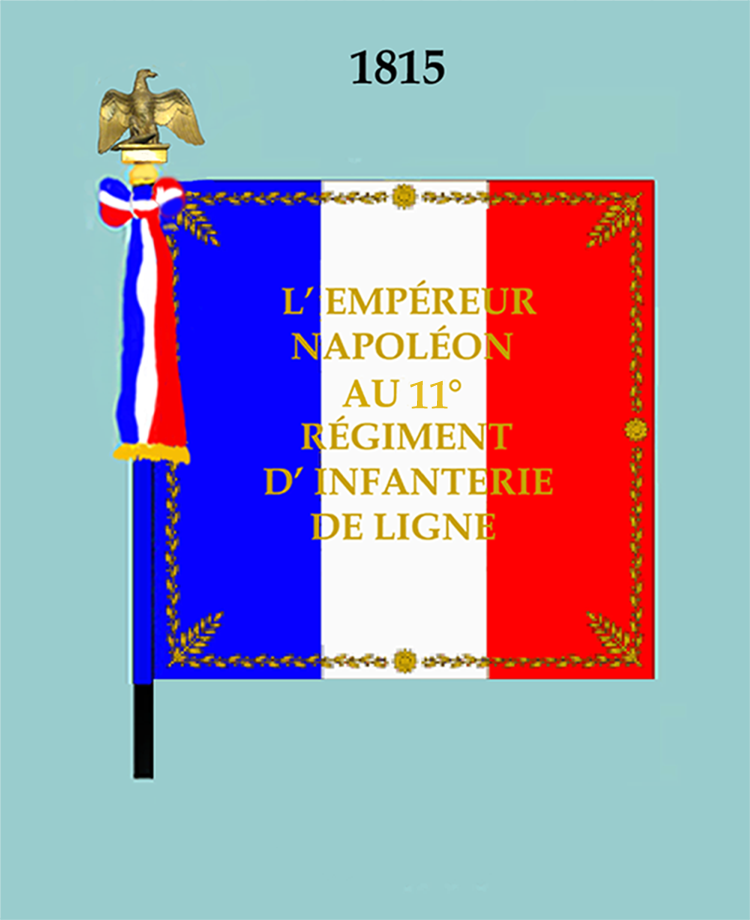
Drapeau modèle de 1815 (avers)
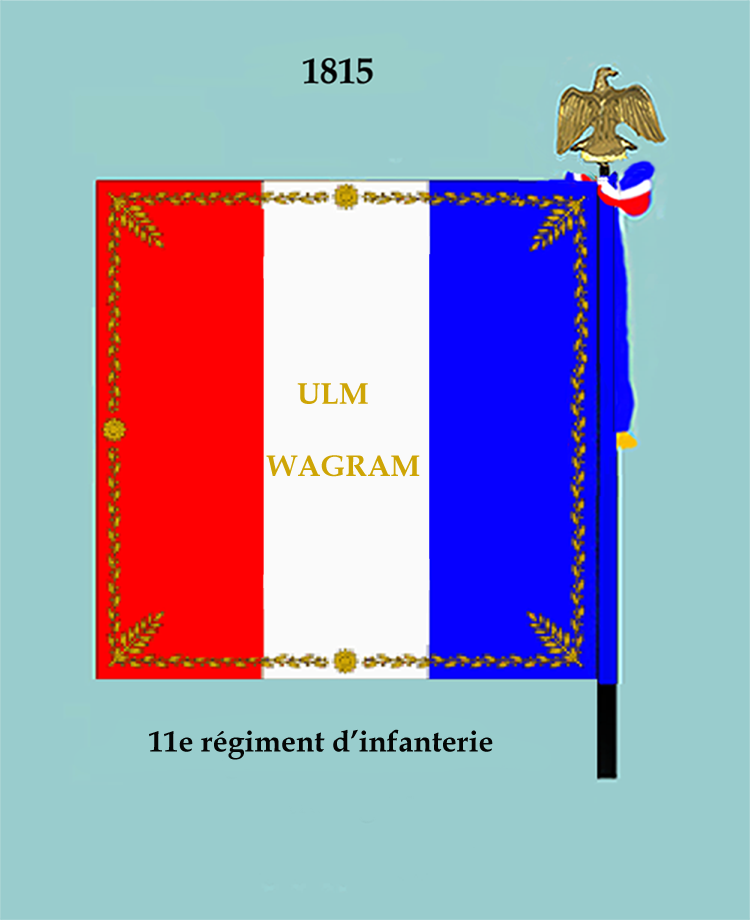
Drapeau modèle de 1815 (revers)

Après la seconde abdication de l'Empereur, Louis XVIII réorganise de l'armée de manière à rompre avec l'héritage politico-militaire du Premier Empire.
A cet effet une ordonnance du 16 juillet 1815 licencie l'ensemble des unités militaires françaises. Au licenciement le fonds du 11e régiment passe dans la légion départementale du Gard.

#### Pertes
- Colonel(s) tué(s) ou blessé(s) alors qu'il(s) commandai(en)t le 11e RI pendant cette période :
  - Colonel Aubrée : blessé le 14 juillet 1811 et mort des suites de ses blessures reçues à la Bataille de Waterloo, le 26 juin 1815.
- Officiers tués ou blessés en servant au 11e régiment d'infanterie sous l'Empire (1804-1815) :
  - Officiers tués : 30
  - Officiers morts, des suites de leurs blessures : 8
  - Officiers blessés : 88

### Légion du Gard (1815-1820)
Par ordonnance du 11 août 1815, Louis XVIII crée les légions départementales. La Légion du Gard, qui deviendra le 11e régiment d'infanterie de ligne en 1820, est créée avec le fonds du 14e régiment d'infanterie de l'Empire et des volontaires de la Côte-d'Or.

### 1820 à 1852

Grenadier du 11e de ligne en 1844.

Le régiment fut constitué à trois bataillons de huit compagnies, dont une de grenadiers, une de voltigeurs et six compagnies de fusiliers.
 La tenue de l'infanterie de ligne était ainsi déterminée dans l'ordonnance royale du 23 octobre 1820 : habit bleu de roi boutonnant droit sur la poitrine, passepoil écarlate le long des devants, collet écarlate avec passepoil bleu de roi, parements bleu de roi, retroussis bleu de roi, boutons jaunes avec le numéro du régiment, pantalon large et tombant, en drap bleu de roi avec passepoil écarlate (ce ne fut que le 26 juillet 1829 que l'infanterie prit le pantalon garance), shako de feutre noir avec plaque de cuivre jaune aux armes de France portant le numéro du régiment, équipement en buffle blanchi.
De 1820 à 1821, le régiment tient garnison à Paris.

Dans le courant de l'année 1821, le 11e|RI est envoyé au Havre et Dieppe qu'il quitte en septembre 1822 pour aller à Valence.
La guerre ayant été déclarée aux Cortès espagnols, au mois d'avril 1823, le 11e de ligne est appelé à prendre part à cette campagne et entre dans la composition du 2e corps, commandé par le maréchal Molitor, 3e division (lieutenant général de Loverdo), 2e brigade (maréchal de camp Corsin).
 Le 9 avril, le 11e RI passe la Bidassoa et entre, le 27 du même mois, à Saragosse, qui ouvre ses portes sans combat aux troupes du 2e corps.
Le 13 juillet, il assiste en réserve à la prise d'assaut du château de Lorca. Le 28 juillet, il prend une part brillante au combat de Campillo de Arenas. Le généralissime duc d'Angoulême, ainsi que le commandant du 2e corps, le comte Molitor, citèrent dans le 11e de ligne, comme s'étant particulièrement distingués dans cette affaire.
Le 4 septembre suivant, à la prise de Malaga, le 11e régiment fit mettre bas les armes à l'arrière-garde du général constitutionnel Riego, qui comprenait 600 fantassins, un régiment de dragons, un de chasseurs à cheval et deux pièces de canon.

En novembre, cette courte campagne, qui ne fut en réalité qu'une brillante promenade militaire, car l'armée française avait pour elle plus des deux tiers de la population, était terminée. Un corps d'occupation était laissé en Espagne pour assurer pendant quelques années l'autorité de Ferdinand VII, dont le trône ébranlé avait été la cause directe de l'intervention armée de la France.
Le 11e de ligne, après avoir cantonné successivement à Valence et à Saragosse, repasse la Bidassoa le 5 janvier 1824 et va former, avec les 1er, 12e, 24e, 52e, 55e de ligne, et le 4e léger, une division de réserve, dite de Bayonne. Il cantonne à Orthez jusqu'au mois de mai 1824. À cette époque, des mouvements insurrectionnels ayant éclaté dans la péninsule, le 11e de ligne est de nouveau désigné pour faire partie d'une brigade d'occupation qui devait occuper l'Aragon.
Le 9 mai il franchit la Bidassoa et va tenir garnison à Saragosse le 21 du même mois. Il séjourna dans cette place près d'une année et, le 14 avril 1825, il rentrait définitivement en France par Saint-Jean-de-Luz.
À sa rentrée en France, il est dirigé sur Verdun, qu'il quitte au commencement de 1827 pour se rendre en garnison à Amiens et à Abbeville. Au mois de juin, il va au camp d'instruction de Saint-Omer, où il se distingue par sa précision dans les manœuvres, sa belle tenue et son excellente discipline. Il quitte Amiens et Abbeville en septembre 1828 et va occuper : 
- l'état-major et le 3e bataillon à Soissons
- les 1er et 2e bataillons à Paris.

À la fin de 1829, tout le 11e se rend par étapes à Brest, et c'est dans cette ville qu'il apprend, en juillet 1830, le renversement des Bourbons de la branche aînée du trône de France, et l'avènement de Louis-Philippe Ier.
Une ordonnance du 18 septembre 1830 créé le 4e bataillon et porte le régiment, complet, à 3 000 hommes.
 A la fin d'octobre 1830, le 11e quitte Brest et revient à Soissons, où il ne reste qu'une année. Il appartient alors à la division de réserve commandée par le vicomte Schram de l'armée du Nord.
En mars 1831, de nouveaux drapeaux sont distribués à l'armée, ils succèdent aux blancs étendards fleurdelisés de la Restauration, et portent les trois couleurs surmontées du coq gaulois. Ils ne mentionnent dans leurs plis soyeux aucune campagne, mais d'un côté « Le roi des Français au 11e régiment de ligne », et de l'autre la devise de la Légion d'honneur : « Honneur et Patrie ».
En septembre 1831, il est envoyé au Puy.
En mai 1833, le régiment va tenir garnison à Lyon, qu'il quitte pour faire partie, en septembre, de la division active des Pyrénées occidentales avec cantonnements divers dans le département des Basses-Pyrénées. Le 3e bataillon est à Montpellier et le dépôt reste au Puy.
Le 20 mars 1835, il abandonne ses cantonnements de la frontière pyrénéenne et va tenir garnison à Toulouse, où il reçoit, au mois d'octobre suivant, son ordre d'embarquement pour l'Algérie.

Le 11e régiment de ligne, s'embarque à Port-Vendres les 24 et 25 octobre 1835 pour l'Algérie. Il est fort de 56 officiers et 2 300 hommes de troupe et constitué à trois bataillons de six compagnies, le dépôt reste à Toulouse. Débarqué à Alger les 29 et 30 du même mois, le 11e de ligne est aussitôt dirigé sur la province d'Oran, où il prend part, à peine arrivé, sous les ordres du général d'Arlange, à la reconnaissance dirigée du camp du Figuier sur la forêt de Muley-Ismaël, centre important des dissidents arabes. 
Le 21 novembre, il fait partie du petit corps d'armée que rassemble le maréchal Clausel, gouverneur général, pour l'expédition de Mascara. Le 11e de ligne fait partie de la 3e brigade, commandé par le général d'Arlange, avec le 1er bataillon d'Afrique. L'armée, forte de 11 000 hommes, quitta Oran le 25 novembre. Elle devait se porter sur Mascara, capitale de l'émir Abd-el-Kader, en chasser ses partisans et y proclamer un bey vassal de la France. Le 1er décembre, l'armée arriva au pied des montagnes de l'Atlas, qui bordent le Sig, et rencontra la cavalerie de l'émir. Une lutte ardente s'engagea alors et l'ennemi repoussé abandonna son camp. La journée du 3 fut plus vive encore, l'armée, ayant traversé l'oued Sig sur des ponts de chevalets, s'élança au pas de course vers le bois de l'Habrah, occupé par l'ennemi et engagea une brillante action à la baïonnette, dans laquelle le 11e RI, bien que nouveau venu en Algérie, se distingua par son intrépidité. Le maréchal Clauzel, ayant repoussé les bandes d'Abdel-Kader, fit exécuter un changement de direction à droite et se porta vers les montagnes. Ce mouvement soutenu par l'artillerie éloigna la cavalerie arabe qui harcelait les flancs et permit à la colonne expéditionnaire de continuer paisiblement sa route. Cependant, à la hauteur des quatre marabouts de Sidi Embarek, ayant rencontré un profond ravin, qui traverse l'étroite vallée où elle devait s'engager, la colonne fut accueillie par un feu très vif de mousqueterie, accompagné d'horribles clameurs. C'était l'infanterie de l'émir qui, embusquée sur les bords de ce ravin, prenait l'offensive. Quelques pièces de canon placées sur un mamelon appuyaient à droite cette attaque, tandis que sur notre flanc gauche un feu bien nourri et assez meurtrier nous assaillait. La position redoutable des Arabes n'arrêta pas nos soldats qui s'élancèrent à la baïonnette et couronnèrent les hauteurs, débusquant de toutes parts l'ennemi. Le lendemain de cette brillante affaire, les quatre brigades du corps expéditionnaire passèrent l'Habrah et prirent leurs bivouacs à Aïn Kebira, sans avoir été inquiétées. Le 5 décembre, elles arrivaient à Mascara, abandonné par Abd-el-Kader. Après un séjour de quelques jours, le maréchal Clausel ordonna la retraite, et le 12 le corps expéditionnaire rentrait à Mostaganem. Dans cette courte expédition, le 11e de ligne avait fait preuve d'une solide fermeté et d'un superbe entrain, qui lui valurent les félicitations du duc d'Orléans et du maréchal Clausel : « Le 11e de ligne soutient le choc avec sang froid et la fermeté des vieilles troupes ».
Du 8 janvier au 12 février 1836, le régiment prend part à l'expédition de Tlemcen sous les ordres du gouverneur général, Bertrand Clauzel. Chargé de protéger le convoi au passage du gué situé au confluent de l'Isser et de la Tafna, pendant que le maréchal Clausel poussait une pointe vers Raschgoul, il fut vigoureusement attaqué le 26 janvier par 2 000 cavaliers et 600 fantassins arabes. Une section de 16 grenadiers de la compagnie de grenadiers du 2e bataillon attendit à bout portant le feu des Kabyles, et, quoique cette décharge lui eût tué quatre hommes, elle n'en resta pas moins à son poste en repoussant l'ennemi à la baïonnette.

Du 22 au 25 février, le régiment fit partie, sous les ordres du général Perregaux, de l'expédition dirigée contre les Gharabas, qui avaient attaqué nos tribus alliées. Nos troupes tombèrent sur l'ennemi et, après leur avoir fait subir une razzia désastreuse, elles se portèrent sur Habrah et dans la vallée du Chéliff, où elles
recueillirent de nombreuses soumissions arrachées, plutôt à la terreur qu'à la propre inspiration des remuantes populations de cette vallée. Le 11e fit de nouveau preuve, dans cette expédition, de ses qualités de bravoure et d'entrain. Il se fit notamment remarquer dans le combat du 28 mars où il débusqua les Kabyles de toutes les positions qu'ils avaient prises pour arrêter la marche de la colonne.
Le 5 avril 1836, le 11e de ligne s'embarque à Mers el-Kébir pour Alger, où il est immédiatement employé à la construction des routes, des établissements divers et des retranchements constitués dans la plaine de la Metidja pour la mettre à l'abri des incursions des tribus guerrières de l'Atlas.

Le 8 mai, douze compagnies du régiment, deux escadrons de spahis et quatre pièces de montagne, partit du camp de Boufarik pour marcher à la rencontre de Sidi Embarek, bey de Miliana qui avait envahi la Mitidja à la tête de nombreux contingents. Il aborda vigoureusement l'ennemi au combat de Méred et le rejeta dans l'Atlas, après lui avoir fait éprouver des pertes sérieuses.
Du 9 au 12 novembre de la même année, le 11e RI prit part à une nouvelle expédition dirigée contre le même Sidi-Embarek et s'avança, tout en refoulant devant lui les bandes ennemies, jusqu'à Blida, en suivant les crêtes du Petit-Atlas.
Abd-el-Kader venait de se rendre à Médéa où sa présence soulevait une ardente effervescence dans toutes les tribus de l'Atlas et de la
Mitidja. La ville de Blida venait même de se déclarer ouvertement pour lui. L'insurrection gagnait, et le remuant émir n'avait qu'un signal à donner pour mettre en feu toute la Mitidja et venir planter ses drapeaux sous les remparts d'Alger. Le nouveau gouverneur général, Charles Marie Denys de Damrémont (ancien colonel du 11e de ligne), comprit la gravité de cette situation et, pour contenir les Arabes par l'effet moral d'un acte d'autorité, il se porta, le 28 avril 1837, devant Blida. Le 11e faisait partie de cette nouvelle expédition. Dès le matin, nos troupes couronnaient les hauteurs qui dominent Blida et paralysaient les résistances des montagnards. Cette prompte démonstration ramenait immédiatement le calme dans la Mitidja, et les bandes d'Ab-el-Kader se repliaient poursuivies par nos troupes jusque sous les murs de Miliana.

Le 5 avril 1837, le 1er bataillon du régiment fort de 18 officiers et 475 hommes de troupe, était parti d'Alger pour la province de Bône, où il allait
contribuer à préparer par de longs et pénibles travaux la deuxième expédition de Constantine. Il fut employé d'une manière très active à la mise en état de défense des camps de Dréham, de Neschmeya et de Haman-Berda, ainsi qu'à la construction des casernes et des magasins de Guelma. Il ouvrit et répara les routes destinées
à relier entre eux ces différents postes.
 Pendant ces travaux, les soldats du 11e RI furent souvent obligés de quitter la pioche pour pendre le fusil. Le 24 mai, deux compagnies du régiment, détachées à Guelma, délogèrent avec la plus grande vigueur l'ennemi d'une forte position. Le 26 juin, la garnison de Guelma, forte de 700 hommes environ, se porta à la rencontre de 5 000 cavaliers arabes qui s'avançaient sur le camp pour l'enlever ou le bloquer. Les Arabes, vigoureusement attaqués par nos soldats, s'enfuirent en désordre, laissant un grand nombre des leurs
sur le champ de bataille.

Le 1er bataillon du 11e de ligne est désigné pour faire partie de la seconde expédition de Constantine. Il se concentre à cet effet à Aïn Berda, où, le 1er octobre 1837, se trouvait réuni tout le corps expéditionnaire. Celui-ci se composait de quatre brigades d'infanterie appuyées par une artillerie respectable et un matériel de siège comprenant dix-sept pièces de différents calibres. Le gouverneur général, Damrémont dirigeait l'expédition dont Louis d'Orléans duc de Nemours, fils cadet du roi Louis-Philippe, commandait une des brigades. Le bataillon du 11e de ligne constituait, avec le 23e de ligne, le bataillon turc, le 3e bataillon d'Afrique et deux pièces de campagne, la 2e brigade de la petite armée française. Cette brigade était placée sous les ordres du général Trézel. L'armée bivouaqua le 2 octobre à Ras El Agba, le 3 à Sidi-Tamtam, le 4 à Méris, le 5 à Bou-Merson et, le 6 elle gravissait les hauteurs de Mansourah qui dominent Constantine. Les pièces de siège, bien que le sol fût profondément détrempé par les pluies diluviennes qui tombaient depuis quelques jours, furent aussitôt hissées sur les positions d'où elles devaient battre en brèche les remparts de Constantine. 
Le 11 octobre, les contingents arabes qui tenaient encore la campagne attaquèrent simultanément nos troupes sur plusieurs points. Le bataillon d'Afrique, le 23e RI, et la 3e compagnie du bataillon du 11e de ligne refoulèrent les assaillants jusqu'au pied des murailles en leur faisant
éprouver de grandes pertes. La brèche ayant été reconnue praticable dans la journée du 12, le général en chef Damrémont décida que l'assaut serait donné à la place le lendemain, à la pointe du jour. Mais la fatalité devait lui ravir le bonheur de voir tomber la place dont il avait intelligemment su déterminer la chute. Il faisait une dernière tournée d'inspection dans les tranchées qui entouraient Constantine, lorsqu'un boulet parti des remparts le foudroya et, en même
temps que lui, son chef d'état-major le général Perregaux, qui se tenait à ses côtés.
Les grenadiers du 11e, commandés par le sous-lieutenant Montaudon, firent partie de la troisième colonne d'attaque. Vers 7 h. 1/2 du matin, les deux premières colonnes se portaient au pas gymnastique vers la brèche, qu'elles gravirent sans rencontrer d'abord une très vive résistance. Elles commencèrent à se répandre dans la ville, mais une mine pratiquée en arrière de la brèche fit explosion, renversant quelques murs et blessant ou tuant un grand nombre de combattants. Enhardis par ce succès, les Arabes revinrent en foule dans les maisons voisines et firent pleuvoir une grêle de projectiles sur les assaillants. En cet instant critique, la 3e colonne, dont font partie les grenadiers du 11e, sans attendre aucun ordre, se précipite au pas de course vers la brèche qu'elle escalade malgré un feu roulant de la part des assiégés. Les grenadiers du 11e se jettent dans les maisons, en chassent les Arabes, font un grand nombre de prisonniers et pénètrent dans l'arsenal, et parviennent jusqu'à la porte Bab-el-Oued qu'ils déblaient et qu'ils ouvrent au reste de l'armée. Constantine était prise, et le 11e avait pris une part assez glorieuse, à cet assaut pour que le nom de cet immortel fait d'armes fût inscrit en lettres d'or sur son drapeau à côté des glorieux noms de Castiglione, Lonato et Wagram. 
Après quelques jours passés à enterrer les morts, à déblayer la ville qui offrait l'image d'une cité mise à sac, car la défense s'était prolongée de rue en rue, de boyau en boyau, d'impasse en impasse, enfin de maison en maison, à tel point qu'on rencontrait des cadavres, des débris informes, des réduits en ruines à chaque pas, le 1er bataillon du 11e de ligne quitta Constantine. Après avoir séjourné quelque temps à Medjez Amar et à Nechmaya, il s'embarqua à Bône pour Alger, où il arriva le 29 novembre. Il alla rejoindre alors le reste du régiment qui occupait toujours les portes du Sahel et de la Mitidja.
Pendant l'année 1838, le régiment fut employé à la création et à la réparation des routes, à l'érection de tous les établissements militaires du camp de l'Ouest et à l'assainissement
des marais pestilentiels de la Mitidja. Il fut, pendant l'exécution de ces pénibles et dangereux travaux, décimé par les fièvres paludéennes. D'un autre côté, il eut toujours a repousser les incessantes attaques que les Arabes dirigeaient contre nous et contre nos tribus alliées de la Mitidja.
Au mois de février 1839, le 11e de ligne reçut l'ordre de rentrer en France. Le 22 février 1839, date de l'embarquement de son dernier bataillon à Alger pour Toulon, le gouverneur général, Sylvain Charles Valée, lui adressa un ordre du jour des plus flatteurs et des plus mérités.

Pendant son séjour en Algérie, le 11e de ligne perdit 7 officiers et 800 sous-officiers et soldats. Il y avait fait un séjour complet de trois ans trois mois et vingt jours, et s'était montré constamment à hauteur de sa tâche, qu'il fût devant l'ennemi ou employé aux durs et pénibles travaux de la pacification et de la colonisation. Son dépôt avait séjourné, durant les années passées en Algérie par les bataillons de guerre, à Toulouse et à Avignon.
En 1840, le 11e de ligne rentré d'Algérie, tint successivement garnison à Toulon, à Avignon (dépôt), Marseille et Grenoble.
En mars 1841, il est entier à Besançon, qu'il quitte au commencement de 1842 pour Paris, avec dépôt à Orléans.
En septembre 1844, il quitte Paris pour tenir garnison à Vannes.
En 1848, il va à Lorient et à Brest.
En 1849, le 11e va tenir garnison à Nantes.
En 1851, est à Napoléon-Vendée avec son dépôt à Châtellerault.
En 1852, il quitte ces garnisons pour se rendre à Angers, puis en septembre à Bordeaux.

### Second Empire
Le 10 mai 1852, le colonel Gallemant, à la tête d'une députation du régiment composée de deux officiers, deux des plus anciens sous-officiers, deux des plus anciens caporaux et deux
soldats d'élite, vint à Paris recevoir des mains du chef de l'État, le prince Louis-Napoléon, son drapeau surmonté de l'aigle impériale et portant les inscriptions suivantes : 
- d'un côté, Louis-Napoléon au 11e régiment de ligne
- de l'autre, les glorieux noms de Castiglione (1796), Lonato (1796), Wagram (1809), Campillo (1823) et Constantine (1837).

En avril 1854, éclate la guerre de Crimée, des camps de mobilisation et de concentration sont sur-le-champ formés dans le nord et dans le midi de la France. Le 11e de
ligne quitte alors Bordeaux, et entre dans la composition de la 4e division active de l'armée de l'Est. Il séjourne à Paris jusqu'au mois de novembre 1854, époque où il est envoyé au camp d'Helfaut, près de Saint-Omer.
Après un séjour de près d'une année dans les cantonnements d'Helfaut, le 11e RI recevait, le 15 septembre 1855, l'ordre de partir pour la Crimée. Le 20 septembre, il était dirigé sur Marseille et Toulon par les voies ferrées et s'embarquait en plusieurs détachements, qui, tous, le 20 octobre, se trouvaient réunis à Kamiesch. Le régiment comprenait trois bataillons de six compagnies, d'un effectif total de 60 officiers et de 2 400 hommes de troupe.

Le 31 octobre, le 11e quitta Kamiesch, et fut incorporé à la 2e brigade du général Decaen de la 1re division du général d'Autemarre du 1er corps du général de Salles, remplaçant à cette division le 39e de ligne, rentré en France.

Malheureusement pour 11e, l'ère des grandes luttes était terminée. Sébastopol, après une admirable résistance d'une année, avait enfin succombé, le 8 septembre précédent, et l'armée de Crimée n'était plus, en quelque sorte, qu'une armée d'observation n'ayant plus rien à attendre que des événements diplomatiques.

Le 11 novembre, le 1er bataillon s'établit au col de Kreutzen, et le 15 suivant, le régiment se rendit en entier dans la vallée de Baïdar (ru), où il campa entre Petrowski et Mordvinof, sur un sol couvert d'un pied de neige. Le 6 décembre, il alla occuper les baraques du camp de Teulé ,
d'où il envoyait des avant-postes aux villages de Petrowski, Foros, Baydar, Sakkik et Varnouta.
Pendant l'hiver de 1855 à 1856, le 11e de ligne fournit un contingent de volontaires à la compagnie de partisans formée par le général d'Artemare, commandant supérieur des troupes réunies dans la vallée de Baïdar (ru). Cette compagnie se fit remarquer par des coups de main très audacieux dirigés contre les avant-postes russes dans les montagnes boisées qui séparent le haut Belbeck de la haute Tchernaïa.
 La paix ayant été signée à Paris le 30 mars, les troupes reçoivent l'ordre de rapatrier le sol natal au commencement de mai. Le 16 mai, il s'embarquait à Kamiesch et débarquait à Marseille le 15 juin 1856.
 Pendant son séjour de huit mois en Crimée, le 11e fit des pertes sensibles et paya, comme les autres régiments, un cruel tribut aux maladies de toutes sortes qui sévirent sur notre armée pendant le triste hiver de 1855-1856. Le 11e laissait, en rentrant en France, sur le sol criméen, 335 sous-officiers et soldats morts de maladie.
De retour d'Orient, le régiment tint successivement garnison à Périgueux, à Paris et à Grenoble. Il se trouvait dans cette dernière garnison quand éclata la guerre d'Italie. Il prend part à cette campagne et entre dans la constitution du 3e corps commandé par le maréchal Canrobert, 3e division du général Bourbaki, 1re brigade du général Vergé. Il est composé de trois bataillons de six compagnies comprenant un effectif de 62 officiers et de 2 200 hommes de troupe.
Le 2 mai 1859, le 11e de ligne part de Briançon, où s'est concentrée la 1re brigade de la 3e division du 3e corps, franchit les Alpes au Montgenèvre et arrive à Suse le 4 mai ;  c'est le début de la campagne d'Italie.

Le maréchal Canrobert pense qu'en jetant rapidement tout son corps d'armée à Alexandrie et à Casale, sur le flanc gauche de l'ennemi, cette mesure suffira pour arrêter la marche rapide des Autrichiens sur Turin. En conséquence, le 3e corps est embarqué en chemin de fer pour être réuni le 6 mai à Alexandrie.
Le 10 mai, la 3e division marche sur le Pô, laissant son quartier général à Monte Valenza situé à 5 kilomètres au nord-ouest de Valenza. Le 11e cantonne à Montevalenza tandis que le reste de l'armée (1er, 2e, 4e corps et la garde impériale), pour mettre à exécution le plan du maréchal Canrobert approuvé par l'Empereur, se masse vers Alexandrie. La marche offensive des Autrichiens se trouve arrêtée, ils se replient derrière la Sesia et occupent la Lomelline. De son côté, l'armée franco-italienne songe alors à prendre l'offensive contre la gauche ennemie. Ce sera une fausse attaque qui aura pour but d'appeler vers ce point les principales forces autrichiennes et de permettre le grand mouvement tournant que l'état-major français s'est décidé à entreprendre vers Verceil, Novareet Magenta contre l'extrême droite ennemie, afin d'atteindre Milan avant les Autrichiens.

Le 16 mai, le 3e corps quitte ses positions du Pô, repasse par Alexandrie, et, le 17, la 3e division arrive à Tortone et s'y cantonne tout entière.

Après le brillant combat de Montebello, livré le 20 mai par la division Forey du 1er corps, l'Empereur veut poursuivre ce succès. La 3e division du 3e corps va occuper Brugna et Pontecurone ou le 11e couche le 23. Les 1er et 2e corps sont également portés en avant vers Voghera. L'ennemi, trompé par cette marche, continue à se masser sur Pavie et Stradella.
Le 28, l'Empereur replie brusquement ses corps les uns sur les autres en exécutant une contre-marche et il utilise la grande route, Tortone, Alexandrie, Casale et le chemin de fer qui passe par ces mêmes villes pour les 2e, 3e et 4e corps. Ce mouvement qui s'exécute pendant les journées des 28, 29, 30 et 31 mai, est couvert par le 1er corps qui quitte Voghera le plus tard possible. Le 11e s'embarque le 28 à Pontecurone, arrive cinq heures après à Casale, le 30, à Verceil, puis débarque et marche sur Palestro, à la suite de l'armée piémontaise. 
Le 31, après la victoire remportée près de cette ville par le 3e zouaves et les troupes du roi Victor-Emmanuel, le 11e occupe ce village, où vient se concentrer tout le 3e corps.
L'armée sarde et le corps du maréchal Canrobert conservent leurs positions à Palestro les 1er et 2 juin. Le 3, les troupes françaises quittent cette localité à 7 heures du matin et arrivent à Novare à 3 heures de l'après-midi, s'installant au bivouac en arrière de cette ville.

Le 4 juin, le 3e corps reçoit l'ordre de passer le Tessin au pont de San Martino. Il commence son mouvement vers 11 heures du matin, mais un fâcheux encombrement, produit par les bagages du 4e corps, arrête sa marche. La 3e division ne peut quitter Novare que vers 4 heures du soir, et elle défile toute la nuit à travers les voitures et ne peut franchir le pont qu'à 2h30 du matin. Pendant ce temps, une grande bataille se livrait sur la rive gauche, à Magenta. L'armée autrichienne cherchait à réparer ses fautes en portant ses efforts sur notre droite. Elle est repoussée par la garde impériale, le 2e corps et une fraction des 3e et 4e corps. La brigade Vergé n'arrive sur le champ de bataille que le lendemain matin à la pointe du jour et bivouaque près du pont du chemin de fer.
La journée du 5 est employée par le régiment à enterrer les morts et à rechercher les blessés.
Le 6 juin, le 3e corps se concentre à Abbiategrasso et pousse des reconnaissances sur les routes de Milan et de Pavie. Le 7, le 3e corps va camper à Gaggiano sur la route de Milan.

Le 8 juin, le 3e corps arrive dans cette ville après une marche fort pénible par suite de l'encombrement des routes envahies par les convois. Le 11e bivouaque sur les boulevards de Milan, et le 11, à Gorgonzola. Le 12 juin, il traverse l'Adda à Cassano, et couche à Treviglio, bivouac le 13, 
à Salò, le 14 et le 15 à Fontanelle, le 16 au passage de l'Oglio, un peu au delà de Soncino. Le 17, il bivouaque à Meano, les 18, 19 et 26 à Poncarale, les 21, 22 et 23 à Messano.

Dans la bataille de Solférino du 24 juin, le 3e corps se trouve tout d'abord en réserve derrière la droite de l'armée formée par le 4e corps qui marche sur Rebecco, et Guidizzolo, puis il prolonge la droite de ce corps sur la route de Ceresara. Deux divisions du 3e corps sont ainsi employées à fournir pendant la bataille des renforts au 4e corps. La 3e division est placée en potence, face au sud, à l'extrême droite, vers Castel Goffredo. Elle a pour mission de couvrir le flanc droit de l'armée contre une attaque présumée de la garnison de Mantoue. Cette attaque
n'ayant pas eu lieu, le 11e reste avec les autres troupes de la division, sans combattre, jusqu'à 5 heures du soir.
A cette heure déjà avancée, le maréchal Canrobert appelle cette division au secours de la 2e, fortement engagée. Les régiments de Bourbaki mettent alors sac à terre et s'élancent au pas gymnastique entre Rebecco et Casa-Nuova. Quand ils arrivent sur le champ de bataille, au milieu d'un violent orage, la lutte touche à sa fin, et cette fois encore, ils n'ont pas donné. Vers 8h30 du soir, le 3e corps tout entier bivouaquait sur le champ de bataille.

La campagne terminée par l'armistice de Villafranca, qui a lieu le 7 juillet suivant, le 11e est appelé à faire partie de l'armée d'occupation d'Italie placée sous le commandement du maréchal Vaillant. Il va, en conséquence, tenir garnison successivement à Casalmaggiore, Plaisance et Gênes. Le traité de Villafranca ayant reçu sa complète exécution, le 11e de ligne reçoit, en mai 1860, l'ordre de retourner en France. En conséquence, il s'embarque à Gênes le 14 mai et débarque à Toulon les 16 et 18 mai suivants.
À son retour d'Italie, le 11e tient garnison, de juin 1860 à mars 1862, à Antibes, puis à Chambéry, de mars 1862 à avril 1865. À cette époque, il est appelé au camp de Châlons pour y faire une période d'instruction. Il entre dans la composition de la 2e division et est placé à la 2e brigade. Il quitte les plaines de Mourmelon en septembre 1865 et va occuper successivement Besançon (octobre 1865 à mai 1867), Metz (mai 1867 à septembre même année), Bourges (septembre 1867 à septembre 1868), et Lyon (septembre 1868 à juillet 1870), époque où éclate guerre franco-allemande.

### Guerre franco-allemande de 1870
Le 11e de ligne, constitué à trois bataillons de guerre de six compagnies, ayant un effectif de 63 officiers et 1 800 hommes environ, sous le commandement du colonel Jean Pierre Ferdinand de Behagle, part du camp de Sathonay à destination de Bitche. Comme toute l'armée de Lyon forme le 5e corps de l'armée du Rhin sous les ordres du général de Failly, le 11e appartient à ce corps d'armée et fait partie de la 1re division (général Goze), 1re brigade (général Saurin).
Le 18 juillet, il arrive à Bitche par les voies rapides et, le 24, il se rend à Sarreguemines où se transporte le quartier général du 5e corps.
Avec le 4e bataillon de chasseurs du commandant Foncegrives et le 46e régiment d'infanterie du colonel Pichon, le 11e forme la 1re brigade aux ordres du général Grenier (puis Saurin). Cette 1re brigade avec la 2e brigade du général baron Nicolas-Nicolas, deux batteries de 4 et une de mitrailleuses, une compagnie du génie constituent la 1re division d'infanterie commandée par le général de division Goze. Cette division d'infanterie évolue au sein du 5e corps d’armée ayant pour commandant en chef le général de division de Failly.
- Siège de Bitche
- Bataille de Beaumont
- Bataille de Sedan

- Le 16 août 1870, le 4e bataillon, formé, pour la plupart, de nouveaux arrivants, quitte le dépôt pour créer le 5e régiment de marche qui formera la 1re brigade de la 1re division du 13e corps d'armée[16].

Le 17 novembre 1870 eut lieu, le combat de Torçay ou fut engagé une compagnie de marche du 11e RI qui composait le 36e régiment de marche.
Le 24 novembre 1870, les 8e compagnies des 2e et 3e bataillons du « 11e régiment d'infanterie de ligne » qui composaient le 29e régiment de marche furent engagés dans les  combats de Chilleurs, Ladon, Boiscommun, Neuville-aux-Bois et Maizières dans le Loiret.

Le 6 janvier 1871, la compagnie de marche du 11e RI qui composait le 36e régiment de marche est engagé dans l'affaire du Gué-du-Loir.

## De 1871 à 1914
Sous la Troisième République, le régiment stationne en Algérie et en Tunisie entre 1880 et 1886.

### Première Guerre mondiale

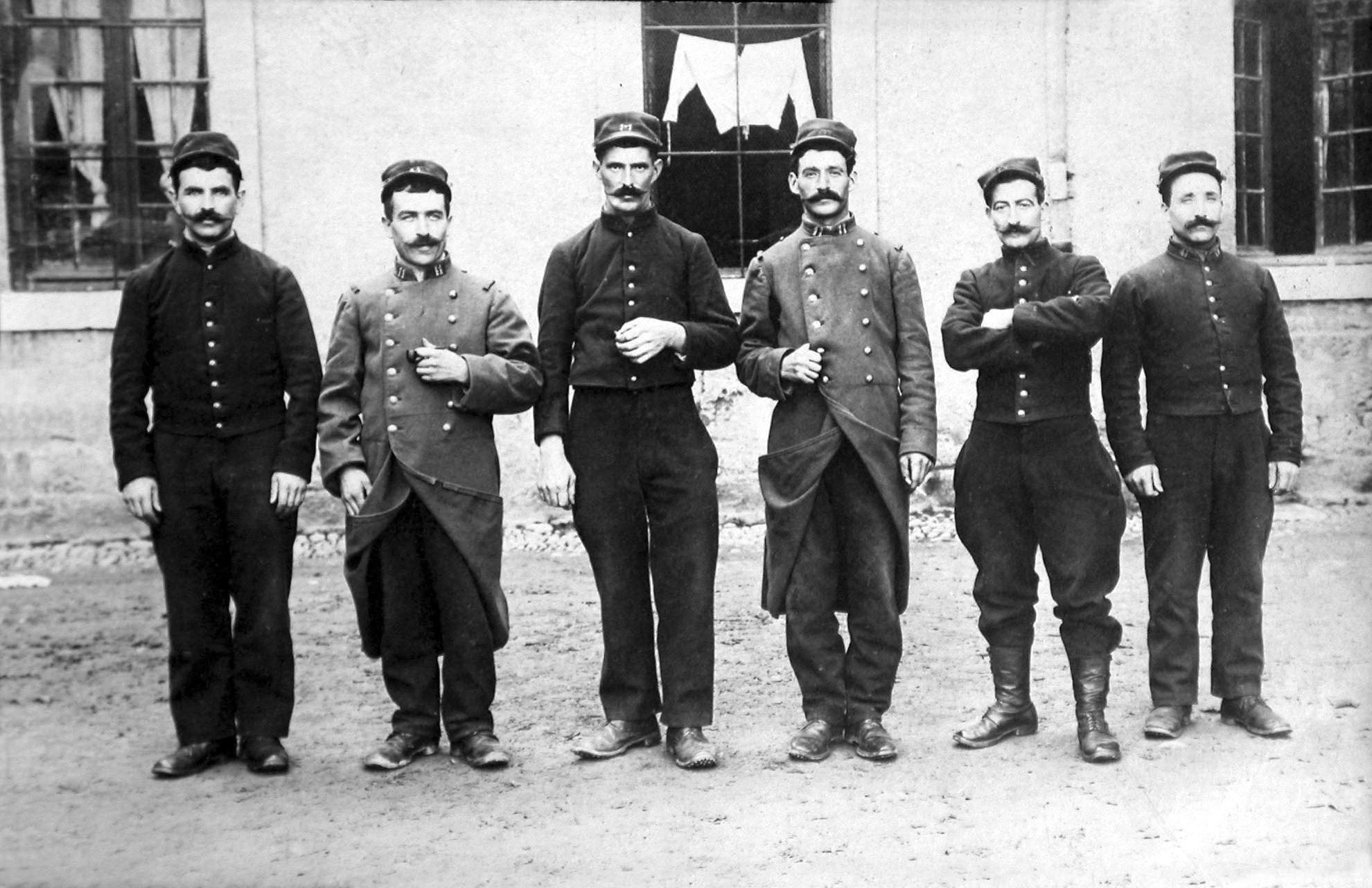
Soldats du 11e RI vers 1910

- En 1914, le 11e RI était caserné à Montauban et Castelsarrazin

Affectation : 33e DI d'août 1914 à novembre 1918.
- 1914 :
  - Bataille des frontières
  - retraite de l'aile gauche: Bertrix, Forêt de Luchy, La Meuse
  - 5 au 13 septembre : Bataille de la Marne
  - Champagne : les Hurlus

« Le 11e RI français résiste jusqu'au dernier souffle. » Colonel allemand Martin, 1914.
- 1915 :
  - Champagne : Perthes les Hurlus
  - Artois : Bataille de Vimy
- 1916 :
  - Artois : Blangy
  - Champagne : ferme de Beauséjour
  - Bataille de Verdun : Froideterre
- 1917 : Moronvilliers, Le Téton

« Régiment superbe d'élan et d'audace, aussi ardent à l'attaque qu'endurant et tenace dans la défense. » Général Anthoine, 1917.
- 1918 :
  - Verdun : Les Chambrettes
  - Seconde bataille de la Marne
  - Bataille de l'Ailette
  - Bataille de Saint-Quentin

### Entre-deux-guerres
Il est dissous le 1er mars 1922.

### Seconde Guerre mondiale

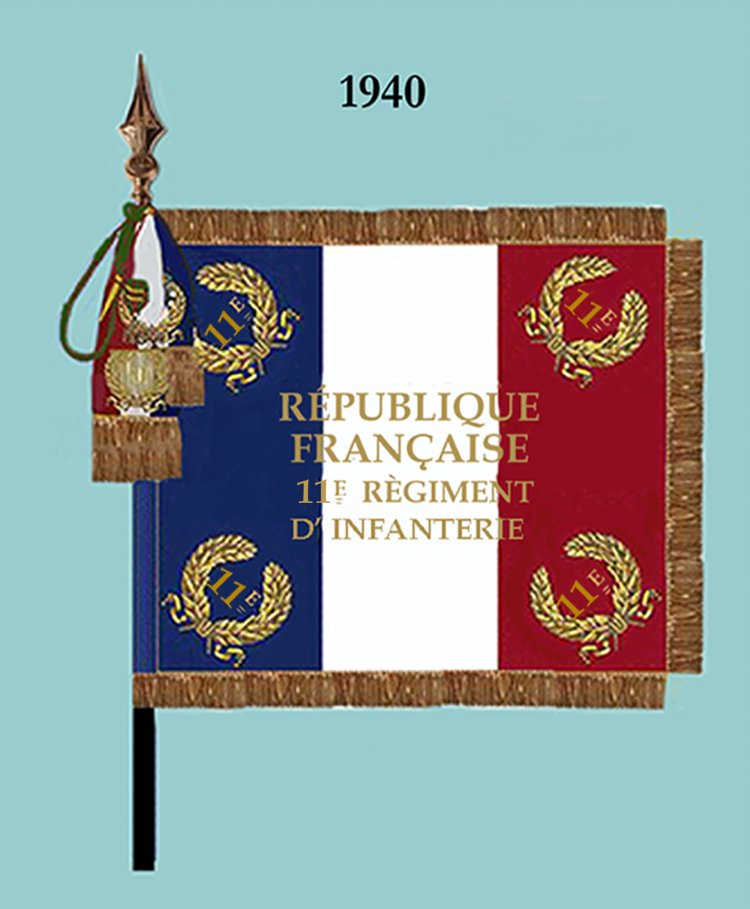
Drapeau en 1940 (avers)
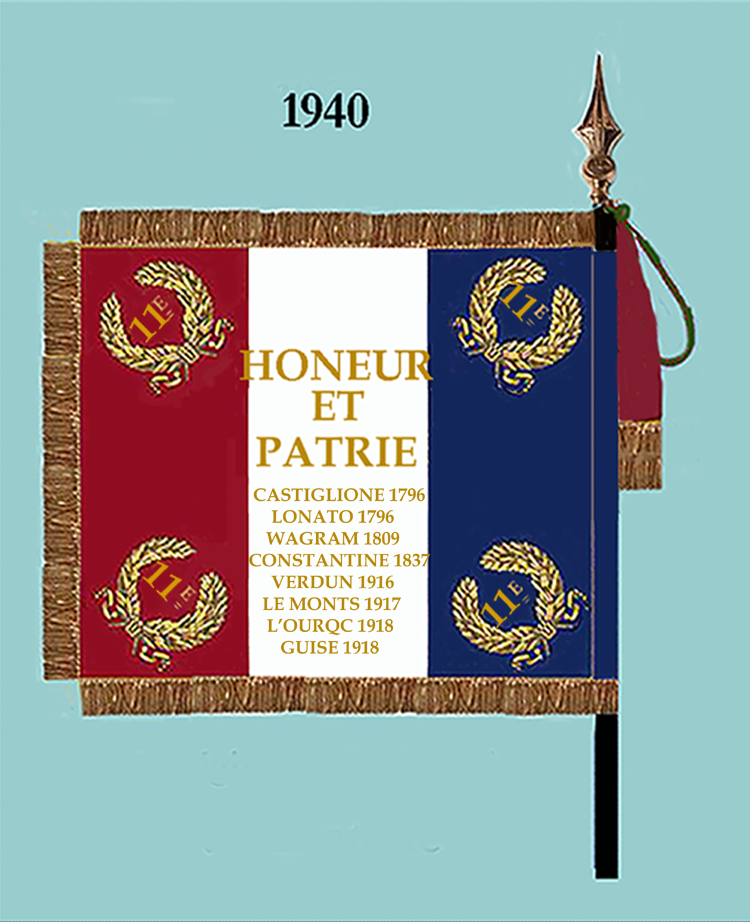
Drapeau en 1940 (revers)

Le 11e RI est formé le 9 septembre 1939 ; il est sous les ordres du lieutenant-colonel Pamponneau puis commandant Nicolaï le 16 juin 1940, il appartient à la 35e division d'infanterie. Régiment d'infanterie type Nord-Est de réserve A, il est mis sur pied par le centre mobilisateur d'infanterie no 171 de Toulouse. Parti aux armées le 13 septembre 1939, arrivée aux armées le 17 septembre 1939,
du 1er octobre 1939 au 31 octobre 1939 en position de soutien sur la ligne maginot plateau de Rorhbach, du 1er novembre au 13 novembre en ligne secteur N de Bitche, du 9 au 13 novembre 1939 combats d'avant-postes au N de Bitche, du 1er février 1940 au 14 avril 1940 en 2e position secteur de Vissembourg, du 24 mai au 10 juin 1940 combat défensif sur la ligne canal des ardennes bois de Sy (ardennes), 11 juin combat retardateur de Boult du Bois germont, du 13 au 14 juin combat retardateur de Sainte Menehould les Islettes, 15 juin combat de Triaucourt, 16 juin combat de Rosnes, Villotte, Gimecourt, Beaufremont, du 16 au 21 juin combats partiels dans la région de Veaucouleurs, capture au bois du Feys près de Germiny le 21 juin 1940
(source chef de bataillon Soumet ex chef de l'EM du 11e RI)

## Drapeau
Il porte, cousues en lettres d'or dans ses plis, les inscriptions suivantes :
- Castiglione 1796
- Lonato 1796
- Wagram 1809
- Constantine 1837
- Verdun 1916
- Les Monts 1917
- L'Ourcq 1918
- Guise 1918

## Décorations
Sa cravate est décorée de la Croix de guerre 1914-1918 avec 3 citations à l'ordre de l'armée (3 palmes), puis une citation à l'ordre du corps d'armée (étoile de vermeil) . La Médaille d'or de la Ville de Milan .
Il a le droit au port de la fourragère aux couleurs du ruban de la Croix de guerre 1914-1918.

## Devise
His fulta manebunt
(Nous resterons dans la lumière)

## Personnalités
- François Théodore Curnier (1817-1863), homme politique
- Georges Lachat (1910-1992), coureur cycliste
- Jean-Baptiste Alexandre Montaudon (1818-1899) alors sous lieutenant
- Georges Mouton (1770-1838), alors chef de bataillon
- Joseph Antoine Charles de Muller (1775-1853), alors caporal
- Éloi Charlemagne Taupin (1767-1814) alors major

## Sources et bibliographie
- Le S.H.A.T. - Château de vincennes Archives du Château de Vincennes.
- À partir du Recueil d'Historiques de l'Infanterie Française (Général Andolenko - Eurimprim 1969).
- Robert Dufourg "La 35e Division dans la tourmente" Imprimerie Deniaud Frères - Bordeaux - 1945.
- Robert Dufourg " Brassard Rouge, Foudres d'Or. Souvenir d'un Officier d'État-Major. 1939-1940" Éditions Ragot, Bordeaux -1951-
- Historiques des corps de troupe de l'armée française (1569-1900)
- French Infantry Regiments and the Colonels who Led Them: 1791 to 1815
- Émile Mugnot de Lyden : : Nos 144 Régiments de ligne
- Louis Yvert : Historique du 11e régiment d'infanterie